# David Ebel (Organist, † 1576)
David Ebel, auch Ebell, Abell, Æbel († vermutlich 1576 in Kopenhagen) war ein deutsch-dänischer Musiker und Komponist.

## Leben
Über David Ebels Herkunft und Ausbildung ist nichts bekannt. Seit den 1540er Jahren war er in der Königlichen Kapelle am dänischen Hof in Kopenhagen unter Christian III. tätig. Ab 1551 war er Hoforganist.
1555 wurde er als Nachfolger von Bartold Hering († 1556) Organist der Marienkirche in Lübeck. In seiner Amtszeit erhielt die Große Orgel durch Jacob Scherer ein Brustwerk und damit ein drittes Manual. Gleichzeitig war Ebel als Ratsmusikant tätig. Er spielte auch auswärts, so im Oktober 1557 bei der Kindstaufmusik für Sophie von Mecklenburg (1557–1631) am Hof von Güstrow. 1564 verkaufte er in Güstrow zwei Trompeten. Er hatte eine Dienstwohnung in der Papen Collatie, einem Haus der Marienkirche in der Fleischhauerstraße (heutige Nr. 22).
1572 kehrte er an den dänischen Hof zurück, um das Amt des Hoforganisten bei Friedrich III. von dem zum Dirigenten beförderten Arnold de Fine (um 1530–1586) zu übernehmen und auch die Blaskapelle der Kapelle zu leiten. 1576 wurden sein Amt und seine Amtswohnung an andere übergeben, vermutlich war er zu diesem Zeitpunkt verstorben.
Ebel wurde zum Stammvater einer Familie von Organisten. Dazu zählten seine beiden Söhne David Ebel († 1619) und Hermann Ebel († 1616) sowie seine Enkel David Ebel/Äbel († 1639) und Johann Ebel.

## Werke
Aus den 1550er Jahren sind drei sechsstimmige Kompositionen in den Notenbüchern der Königlichen Kapelle erhalten:
- In dulci jubilo
- Laudate-Fuge
- Fuge ohne Titel